# Daïra de Rouina
La daïra de Rouina est une circonscription administrative algérienne située dans la wilaya d'Aïn Defla. Son chef-lieu est situé sur la commune éponyme de Rouina.

## Communes
La daïra regroupe les trois communes de El Maine, Rouina et Zeddine.